# Haddad (Syria)
Haddad (arab. حداد) – wieś w Syrii, w muhafazie Al-Hasaka. W 2004 roku liczyła 565 mieszkańców.